# Omladinski košarkaški klub Novi Pazar
L'Omladinski košarkaški klub Novi Pazar è una società cestistica avente sede nella città di Novi Pazar, in Serbia. Fondata nel 1969, disputa il campionato serbo.
Gioca le partite interne nella Pendik Sports Hall, che ha una capacità di 1.600 spettatori.